# Quận Maricopa, Arizona
Quận Maricopa là một quận thuộc tiểu bang Arizona, Hoa Kỳ. Theo điều tra dân số năm 2000 của Cục điều tra dân số Hoa Kỳ, quận có dân số người 2. Tháng 7 năm 2008, dân số là 3.954.598 người, là quận đông dân thứ tư trong các quận của Hoa Kỳ. Quận lỵ đóng ở Phoenix,6 là thủ phủ bang Arizona. Trung tâm dân số của tiểu bang Arizona nằm ở quận Maricopa, ở Thị trấn Gilbert. 
Có năm khu vực bảo vệ người da đỏ ở quận này .

## Địa lý
Theo Cục điều tra dân số Hoa Kỳ, quận có tổng diện tích 23.891 km2, trong đó có 55 km2 là diện tích mặt nước.

### Xa lộ
- Interstate 8
- Interstate 10
- Interstate 17
- U.S. Route 60
- Loop 101
- Loop 202
- Loop 303
- State Route 51
- State Route 71
- State Route 74
- State Route 85
- State Route 87
- State Route 143
- State Route 347

## Thông tin nhân khẩu
Theo điều tra dân số 2 năm 2000, đã có 3.072.149 người, 1.132.886 hộ gia đình, và 763.565 gia đình sống trong quận hạt. Mật độ dân số là 334 người trên một dặm vuông (129/km ²). Có 1.250.231 đơn vị nhà ở mật độ trung bình của 136/sq mi (52/km ²). Cơ cấu chủng tộc của dân cư quận gồm có 77,35% người da trắng, 3,73% người Mỹ gốc Phi, 1,85% người Mỹ bản xứ, 2,16% châu Á, Thái Bình Dương 0,14%, 11,86% các chủng tộc khác, và 2,91% từ hai hoặc nhiều chủng tộc. 29,5% dân số là người Hispanic hay Latino thuộc một chủng tộc nào. 19,10% báo cáo nói tiếng Tây Ban Nha tại nhà. [9]
Có 1.132.886 hộ, trong đó 33,00% có trẻ em dưới 18 tuổi sống chung với họ, 51,60% là đôi vợ chồng sống với nhau, 10,70% có nữ hộ và không có chồng, và 32,60% là không lập gia đình. 24,50% hộ gia đình đã được tạo ra từ các cá nhân và 7,90% có người sống một mình 65 tuổi hoặc lớn tuổi hơn là người. Cỡ hộ trung bình là 2,67 và cỡ gia đình trung bình là 3,21.
dân số đã được trải ra với 27,00% dưới độ tuổi 18, 10,20% 18-24, 31,40% 25-44, 19,80% từ 45 đến 64, và 11,70% từ 65 tuổi trở lên người. Độ tuổi trung bình là 33 năm. Đối với mỗi 100 nữ có 100,10 nam giới. Đối với mỗi 100 nữ 18 tuổi trở lên, đã có 98,10 nam giới.
Thu nhập trung bình cho một hộ gia đình trong quận đã được $ 45.358, và thu nhập trung bình cho một gia đình là $ 51.827. Phái nam có thu nhập trung bình $ 36.858 so với 28.703 $ cho phái nữ. Thu nhập bìnhh quân đầu người là 22.251 $. Giới 8,00% gia đình và 11,70% dân số sống dưới mức nghèo khổ, bao gồm 15,40% những người dưới 18 tuổi và 7,40% của những người 65 tuổi hoặc hơn.